# 孔垄站
孔垄站位于湖北省黄梅县孔垄镇，是京九铁路和合九铁路的一座火车站，等级为四等站。该站由南昌铁路局九江车务段管辖，是一个局界站：西北京九铁路上行方向为武汉铁路局管辖路段；东北合九铁路上行方向为上海铁路局路段。该站距北京西站1287公里，距常平站1028公里，本站及相邻京九铁路上下行区间均为电气化区段，合九铁路为非电气化区段。车站建于1996年，现办理客运、货运业务。